# خطيئة صامتة
الخطيئة الصامتة (Sin by Silence) عبارة عن فيلم وثائقي يدور حول العنف المنزلي من إخراج أوليفيا كلاو التي تعرض بوابة فريدة للاطلاع على حياة النساء اللائي يعشن في سيناريوهات تراجيدية تمثل أسوأ الحالات أو الناجيات منها - النساء اللائي قتلن أزواجهن الذين كانوا يسيئون معاملتهن. واستنادًا إلى أول مجموعة دعم قام بإطلاقها وقيادتها سجناء في نظام السجون في مختلف أرجاء الولايات المتحدة، يكشف الفيلم عن تاريخ وقصص أعضاء المجموعة وهن نساء تمت إدانتهن بمكافحة إساءة التعامل معهن والتي قامت السجينة بريندا كلوبين بإطلاقها في عام 1989. ومن خلال متابعة تجارب الإساءة للنساء الخمس والتي أدت إلى سجنهن، يجعل الفيلم المشاهدين يعيشون في رحلات تلك النساء من كونهن ضحايا إلى النجاة مما كن فيه، كما يكشف تاريخ متلازمة النساء اللائي تعرضن للعنف في ولاية كاليفورنيا، ويضع حدًا للمفاهيم الخاطئة. وهذا الفيلم الوثائقي من إنتاج كوايت ليتل بلاس بروداكشنز.
وقد حصل هذا الفيلم على جائزة للمرة الأولى في مهرجان كليفلاند السينمائي الدولي، وتم عرضه على الصعيد المحلي كجزء من جولة شعبية، أطلق عليها اسم «أوقفوا العنف»، حيث تم عرض الفيلم في أكثر من 40 مجتمعًا في 10 ولايات في مختلف أرجاء الولايات المتحدة. ويهدف هذا الفيلم إلى إثارة الوعي حول التراجيديا الصامتة الناجمة عن العنف المنزلي، في حين أنه يدفع الأفراد ملهمًا إياهم للتواصل مع منظمات الدعم واتخاذ الإجراءات اليومية المستمرة التي تهدف إلى تحسين جودة الحياة والمجتمعات.
وفي عام 2011، تم عرض الفيلم للمرة الأولى على التلفاز على قناة إنفستجيشن ديسكفري حيث شاهده أكثر من 2.2 مليون مشاهد.
في عام 2012، قامت عضو مجلس النواب فيونا ما بتقديم مشروعي القانونين AB 1593 وAB 593، قانوني الخطيئة الصامتة، المستوحين من هذا الفيلم الوثائقي. AB 593 ويهدف مشروع القانون AB 593 إلى توضيح قانون العقوبات رقم 1473.5 بحيث يشتمل على ضحايا العنف المنزلي الذين تم بشكل غير مقصود رفض أمر مثولهم أمام القضاء بسبب نقص أدلة شهادات الخبراء. أما مشروع القانون AB 1593 فيرمي إلى توفير فرصة لضحايا العنف المنزلي الذي عانوا من عنف الشريك في المنزل (IPB) لتقديم أدلتهم بطريقة فعالة أثناء عملية الإفراج المشروط. وقد تم التوقيع على مشروعي القانونين من خلال المحافظ براون في الثلاثين من سبتمبر، عام 2012 لضمان توفير مسار للحرية لما يزيد على 7 آلاف من الناجيات من العنف المنزلي، واللائي يقضين فترة عقوبة حاليًا في سجون كاليفورنيا.

## الجوائز
الجوائز التي حصل عليها فيلم الخطيئة الصامتة
- جائزة كابل فاكس لأفضل عرض أو مسلسل عن عام 2012
- جائزة الاحتفال بالحلول لعام 2012 للإبداعات التي توضح الوعود المتعلقة بكسر دورة العنف المنزلي
- قائمة جمعية المكتبات الأمريكية لأفضل فيديوهات للكبار عن عام 2011
- مهرجات ساكرامينتو للأفلام والموسيقى لعام 2009، جائزة المشاهدين لأفضل فيلم وثائقي

## الصحافة
التغطية الصحفية لفيلم الخطيئة الصامتة
- راديو إن بي آر «كل شيء يؤخذ في الاعتبار» - ضحايا العنف المنزلي يحصلون على الفرصة للحرية
- قناة إتش إل إن، الدكتور درو تحت الطلب - نساء يخبرن الدكتور درو عن السبب وراء قتل أزواجهن
- ذا ديلي بيست - النساء اللواتي قتلن رجالاً عشقهن من قبل
- فوكس نيوز - فيلم يستكشف عالم النساء اللواتي تعرضن للإساءة والسجن

## وصلات خارجية
- الموقع الرسمي
- Sin by Silence Bills information
- خطيئة صامتة على موقع IMDb (الإنجليزية)
- خطيئة صامتة على موقع كينوبويسك (الروسية)
- Sin by Silence at Women Make Movies
- Sin by Silence on Investigation Discovery